# Trigonella
Trigonella L., 1753  è un genere di piante appartenenti alla famiglia  delle Fabacee (o Leguminose).

## Tassonomia
Il genere Trigonella comprende le seguenti specie:
- Trigonella adscendens (Nevski) Afan. & Gontsch.
- Trigonella afghanica Vassilcz.
- Trigonella anguina Delile
- Trigonella aphanoneura Rech.f.
- Trigonella arabica Delile
- Trigonella aristata (Vassilcz.) Sojak
- Trigonella bactriana Vassilcz.
- Trigonella badachschanica Afan.
- Trigonella bakhtiarica Ranjbar & Z.Hajmoradi
- Trigonella balachowskyi Leredde
- Trigonella balansae Boiss. & Reut.
- Trigonella berythea Boiss. & C.I.Blanche
- Trigonella binaloudensis Ranjbar & Karamian
- Trigonella cachemiriana Cambess.
- Trigonella caelesyriaca Boiss.
- Trigonella caerulea (L.) Ser.
- Trigonella calliceras Fisch.
- Trigonella capitata Boiss.
- Trigonella cariensis Boiss.
- Trigonella cassia Boiss.
- Trigonella cedretorum Vassilcz.
- Trigonella cephalotes Boiss. & Balansa
- Trigonella cilicica Hub.-Mor.
- Trigonella coerulescens (M.Bieb.) Halacsy
- Trigonella cretica (L.) Boiss.
- Trigonella cylindracea Desv.
- Trigonella dasycarpa (Ser.) Vassilcz.
- Trigonella disperma Bornm.
- Trigonella edelbergii (Sirj. & Rech.f.) Rech.f.
- Trigonella elliptica Boiss.
- Trigonella emodi Benth.
- Trigonella esculenta  Willd.
- Trigonella falcata Balf.f.
- Trigonella filipes Boiss.
- Trigonella foenum-graecum L.
- Trigonella freitagii Vassilcz.
- Trigonella gharuensis Rech.f.
- Trigonella glabra Thunb.
- Trigonella gladiata M.Bieb.
- Trigonella gontscharovii Vassilcz.
- Trigonella gracilis  Benth.
- Trigonella graeca (Boiss. & Spruner) Boiss.
- Trigonella grandiflora Bunge
- Trigonella griffithii Boiss.
- Trigonella heratensis Rech.f.
- Trigonella ionantha Rech.f.
- Trigonella iskanderi Vassilcz.
- Trigonella kafirniganica Vassilcz.
- Trigonella khalkhalica Ranjbar & Z.Hajmoradi
- Trigonella koeiei Sirj. & Rech.f.
- Trigonella korovinii Vassilcz.
- Trigonella kotschyi Fenzl ex Boiss.
- Trigonella laciniata L.
- Trigonella lasiocarpa Ranjbar & Z.Hajmoradi
- Trigonella latialata (Bornm.) Vassilcz.
- Trigonella laxiflora Aitch. & Baker
- Trigonella laxissima Vassilcz.
- Trigonella lilacina Boiss.
- Trigonella linczevskii Vassilcz.
- Trigonella lipskyi Sirj.
- Trigonella lycica Hub.-Mor.
- Trigonella macrorrhyncha Boiss.
- Trigonella marco-poloi Vassilcz.
- Trigonella maritima Poir.
- Trigonella media Delile
- Trigonella mesopotamica Hub.-Mor.
- Trigonella obcordata Benth.
- Trigonella occulta Ser.
- Trigonella pamirica Boriss.
- Trigonella platyphylla Sam. ex Rech.f.
- Trigonella podlechii Vassilcz.
- Trigonella podperae (Sirj.) Vassilcz.
- Trigonella procumbens (Besser) Rchb.
- Trigonella pseudocapitata Contandr. & Quézel
- Trigonella pycnotricha Rech.f.
- Trigonella raphanina Boiss.
- Trigonella rechingeri Sirj.
- Trigonella rotundifolia (Sm.) Strid
- Trigonella salangensis Vassilcz.
- Trigonella schlumbergeri Boiss.
- Trigonella × schweinfurthiana Muschl.
- Trigonella × sickenbergeriana Muschl.
- Trigonella siunica Vassilcz.
- Trigonella smyrnea Boiss.
- Trigonella spicata Sm.
- Trigonella spinosa L.
- Trigonella spruneriana Boiss.
- Trigonella squarrosa Vassilcz.
- Trigonella stellata Forssk.
- Trigonella stenocarpa Rech.f.
- Trigonella strangulata Boiss.
- Trigonella striata L.f.
- Trigonella suavissima Lindl.
- Trigonella subenervis Rech.f.
- Trigonella teheranica Bornm.
- Trigonella torbatejamensis Ranjbar
- Trigonella turkmena Popov
- Trigonella uncinata Banks & Sol.
- Trigonella velutina Boiss.
- Trigonella velutinoides Hub.-Mor.
- Trigonella verae Sirj.
- Trigonella xeromorpha Rech.f.
- Trigonella yasujensis Ranjbar, Z.Hajmoradi & Karamian
- Trigonella zaprjagaevii Afan. & Gontsch.